# Onzichtbare muur
Een onzichtbare muur (Engels: invisible wall) is een grens in een computerspel die een speler blokkeert zonder dat er een fysieke afbakening lijkt te zijn. De term wordt ook gebruikt voor fysieke obstakels die in het echt makkelijk te overbruggen zouden zijn, zoals een laag hek of een kleine plant, maar in het spel niet te passeren zijn.
Onzichtbare muren kunnen onbewust ontstaan als bug, door bijvoorbeeld slechte hitboxen of navigation meshes. De techniek wordt echter ook vaak bewust toegepast om de spelomgeving voor de speler af te grenzen. Zo kan de ontwikkelaar voorkomen dat een speler buiten de gecreëerde map treedt of dat een speler van een klif of gebouw valt.